# Institut fédéral de volley-ball 2020-2021
Questa voce raccoglie le informazioni riguardanti l'Institut fédéral de volley-ball nelle competizioni ufficiali della stagione 2020-2021.

## Organigramma societario
Area direttiva
- Presidente: Patrick Kurtz

Area tecnica
- Allenatore: Félix André, Émile Rousseaux
- Allenatore in seconda: Laurent Delacourt, Jacques Beraud

## Rosa
| N° | Nome                 | Ruolo | Data di nascita   | Nazionalità sportiva |
| -- | -------------------- | ----- | ----------------- | -------------------- |
| 1  | Aminata Dia          | C     | 21 febbraio 2002  | Francia              |
| 2  | Jade Cholet          | S     | 1º luglio 2000    | Francia              |
| 3  | Leïa Ratahiry        | S     | 27 settembre 2002 | Francia              |
| 4  | Hope Rakotozafy      | L     | 21 agosto 2003    | Francia              |
| 5  | Emma Pomaret         | P     | 23 maggio 2002    | Francia              |
| 6  | Jade Defraeye        | C/O   | 22 marzo 2003     | Francia              |
| 7  | Énora Danard-Selosse | P     | 31 dicembre 2002  | Francia              |
| 8  | Émilie Respaut       | P     | 25 aprile 2003    | Francia              |
| 9  | Aurore Mobisa        | C     | 3 dicembre 2002   | Francia              |
| 10 | Stella Vidaller      | L     | 2 ottobre 2002    | Francia              |
| 11 | Julie Henyo          | S     | 29 maggio 2002    | Francia              |
| 12 | Camille Marquet      | S     | 17 maggio 2002    | Francia              |
| 13 | Nora Legrand         | C/O   | 7 febbraio 2005   | Francia              |
| 14 | Loue Potier          | S     | 5 marzo 2003      | Francia              |
| 15 | Halimatou Bah        | S     | 21 dicembre 2003  | Francia              |
| 16 | Fatoumata Fanguédou  | C     | 27 giugno 2003    | Francia              |
| 17 | Lilou Ratahiry       | O     | 17 giugno 2004    | Francia              |
| 18 | Chiara Napoli        | P     | 8 febbraio 2004   | Francia              |
| 19 | Clara Bal            | S     | 6 maggio 2004     | Francia              |
| 20 | Elsa Descamps        | C     | 9 settembre 1996  | Francia              |